# Néel II de Saint-Sauveur
Néel II de Saint-Sauveur (apodado el Joven (Nigellus juvenis) , m. 1078), fue un noble normando, señor de Saint-Sauveur, señor de la mitad de La Mancha y vizconde de Cotentin. Hijo de Néel I de Saint-Sauveur d'Aubigny.
Neel II fue uno de los líderes de una insurrección de barones normandos contra el duque Guillermo el Bastardo en 1046 o 1047, liderada por Guido de Borgoña, conde de Brionne. Participó en la batalla de Val-ès-Dunes, cerca de Conteville, que Guillermo ganó. Néel huyó del campo de batalla pero fue capturado por caballeros del ejército ducal y sus feudos confiscados. El joven duque lo privó de sus propiedades, de su rango y lo exilió. Posteriormente Guillermo lo indultó y lo llamó de nuevo en 1054, como haría con otros rebeldes. Néel abandonó entonces Bretaña, donde se había retirado, para regresar a Normandía. Sin embargo, los poderes del vizcondado fueron asumidos por otros: Roberto Bertrand en particular. Le sucedió su hermano Odón, recuperando todos los poderes del vizconde. Es probable que Néel II participase en la conquista normanda de Inglaterra de 1066.
A la muerte de Néel su hermano Eudes se convirtió en vizconde de Cotentin, aunque murió al cabo de una década después aproximadamente. Fue sucedido por Neel III (presunto hijo de Neel II), a quien sucedió Roger II. Roger, al no tener hijos, cedió a favor de su sobrina Leticie, que estaba casada con Jourdain de Tesson (ambos padres de Raúl de La Roche-Tesson), y fue entonces cuando el control de todo Cotentin pasó a manos de la familia Saint-Sauveur.

## Herencia
Esposó con Adela de Brionne (m. 1092), hija de Gilberto de Brionne, y fue padre de varios hijos entre ellos: 
- Néel III de Saint-Sauveur;
- Billeheude de Saint Sauveur (m. 1090), esposa de Richard de Meri [de Bohun] (c. 990-1060);
- Guillaume d'Aubigny (m. 1068), participó en la batalla de Hastings;
- Una hija cuyo nombre no ha trascendido que esposó con Robert Bigod (Le Goz, c. 1015-1071);
- Emma de Saint-Sauveur;
- Mathilde de Saint-Sauveur;
- Gerard de Saint-Sauveur;
- Roger de Saint-Sauveur;